# My Man Jeeves
My Man Jeeves è una raccolta di racconti del 1919 dello scrittore inglese P. G. Wodehouse.

## Storia editoriale
La raccolta fu pubblicata per la prima volta in volume nel maggio 1919 da George Newnes. È la prima raccolta del ciclo di Jeeves pubblicata nel Regno Unito; tuttavia il volume, stampato su carta scadente, non ebbe successo. La raccolta non è stata mai tradotta in italiano.
I racconti sono stati pubblicati in un primo tempo in riviste statunitensi o britanniche. Delle otto storie della raccolta, metà hanno per protagonisti Jeeves e Bertie Wooster, mentre nelle altre quattro compare Reggie Pepper, un primo prototipo di Bertie Wooster. Cinque di questi racconti (i quattro di cui sono protagonisti Jeeves e Bertie, e il racconto Helping Freddie) saranno ripubblicati nel 1925 nella raccolta Carry on, Jeeves (in italiano: Avanti Jeeves!); le rimanenti tre storie di cui era protagonista Reggie Pepper saranno inserite nella versione americana della raccolta L'uomo con due piedi sinistri.

## Racconti
- "Leave It to Jeeves" - revisionato e intitolato "The Artistic Career of Corky" nella raccolta Carry on, Jeeves. Pubblicata nella rivista statunitense The Saturday Evening Post del 5 febbraio 1916 e nella rivista britannica The Strand Magazine di giugno 1916. Protagonisti: Jeeves e Bertie Wooster. Il racconto sarà pubblicato in italiano nel 1928 nella raccolta Avanti Jeeves! col titolo La carriera artistica di Corky.
- "Jeeves and the Unbidden Guest". Pubblicato in The Saturday Evening Post del 9 dicembre 1916 e in The Strand Magazine del marzo 1917. Protagonisti: Jeeves e Bertie Wooster. Il racconto sarà pubblicato in italiano nel 1928 nella raccolta Avanti Jeeves! col titolo Jeeves e l'ospite non invitato.
- "Jeeves and the Hard-boiled Egg". Pubblicato in The Saturday Evening Post del 3 marzo 1917 e in The Strand Magazine dell'agosto 1917. Protagonisti: Jeeves e Bertie Wooster. Il racconto sarà pubblicato in italiano nel 1928 nella raccolta Avanti Jeeves! col titolo Jeeves e l'uovo sodo.
- "Absent Treatment". Pubblicato in The Strand Magazine del marzo 1911 e nella rivista statunitense Collier's Weekly del 22 agosto 1911. Protagonisti: Jeeves e Reggie Pepper.
- "Helping Freddie". Pubblicato in The Strand Magazine del settembre 1911 e nella rivista statunitense Pictorial Review del marzo 1912 col titolo "Lines and Business".  Protagonisti: Jeeves e Reggie Pepper. Successivamente il racconto è stato rivisto, modificato (con Bertie Wooster al posto di Reggie Pepper) e pubblicato nel volume Carry on, Jeeves nel 1925[7][8] (in lingua italiana: "La riconciliazione", nella raccolta Avanti Jeeves![9]).
- "Rallying Round Old George". Pubblicato in The Strand Magazine del dicembre 1912 e in Collier's Weekly del 27 settembre 1913 (col titolo "Brother Alfred"). Protagonisti: Jeeves e Reggie Pepper.
- "Doing Clarence a Bit of Good". Pubblicato in The Strand Magazine di maggio 1913 e in Pictorial Review di aprile 1914 (col titolo  "Rallying Round Clarence"). Protagonisti: Jeeves e Reggie Pepper. Il racconto, modificato e con la sostituzione di Reggie Pepper con Reggie Pepper, è stato pubblicato nel 1958 col titolo Jeeves Makes an Omelette (Jeeves fa una frittata) e inserito nella raccolta A Few Quick Ones (Un grosso affare).
- "The Aunt and the Sluggard". Pubblicato in The Saturday Evening Post del 22 aprile 1916 e in The Strand Magazine dell'agosto 1916. Protagonisti: Jeeves e Bertie Wooster. Il racconto sarà pubblicato in italiano nel 1928 nella raccolta Avanti Jeeves! col titolo La zia e il poltrone.

## Edizioni
- P.G. Wodehouse, My Man Jeeves, London: George Newnes, 1919, 128 p.
- P.G. Wodehouse, My man Jeeves, Doylestown: Wildside press, 2000, 186 p. ISBN 0809592789